# Haisen Ribera
Haisen Ribera Leigue (Departamento del Beni) es un político, asambleísta y ex gobernador boliviano. Actualmente desempeña funciones de asambleísta en la asamblea departamental del Beni. Fue gobernador interino del Beni desde diciembre de 2011 hasta marzo de 2013.

## Biografía
Haisen Ribera nació en Beni. Cursó sus estudios primarios en su ciudad natal. Fue gobernador interino del Departamento del Beni durante los años 2011, 2012 y 2013. Presidió las Elecciones departamentales de Beni de 2013, entregando el mando al candidato electo Carmelo Lenz, en marzo de 2013.
Durante las campañas previas a las Elecciones departamentales de Beni de 2013, Haisen Ribera participó y apoyo al partido del Movimiento al Socialismo (M.A.S - I.P.S.P.), apoyando a la candidatura de Jessica Jordan.

## Ejercicio Profesional
Ejercicio libre de la profesión

| Predecesor: Ernesto Suárez Sattori | Gobernador del Departamento del Beni 16 de diciembre de 2011-1 de marzo de 2013 | Sucesor: Carmelo Lenz Fredericksen |